# Аблязов, Мухтар Кабулович
Мухта́р Кабу́лович Абля́зов (каз. Мұхтар Қабылұлы Әблязов / Mūhtar Qabylūly Äbläzov; род. 16 мая 1963, село Ванновка, Тюлькубасский район, Южно-Казахстанская область, Казахская ССР, СССР) — казахстанский государственный, политический и общественный деятель, предприниматель, бывший министр энергетики, индустрии и торговли Казахстана (апрель 1998 — октябрь 1999), председатель совета директоров БТА Банка, видеоблогер. Лидер оппозиционного движения «Демократический выбор Казахстана». Называет себя «лидером протестов» в Казахстане.

## Биография
Родился 16 мая 1963 года в селе Ванновка Южно-Казахстанской области. Происходит из рода ходжа.
В 1986 году окончил Московский инженерно-физический институт по специальности «физик-теоретик». Ранее обучался в Казахском Государственном Университете Алматы, был вынужден перевестись в другой вуз в связи с участием в протестном студенческом движении (из-за попытки защитить от отчисления из вуза студентов, участвовавших в протестах 1986 года, привлёк к себе внимание советских силовых органов, которые почти год таскали его на допросы).
После окончания Национального исследовательского ядерного университета (НИЯУ МИФИ) работал инженером, младшим научным сотрудником, инженером Казахского государственного университета (КазГУ).
В 1990 году поступил в аспирантуру НИЯУ МИФИ, уволился с текущей работы в Алматы, занялся бизнесом.
С 1991 по 1993 год был директором малого предприятия «Мадина» (названа в честь дочери).
С 1992 года — основатель и президент фирмы «Астана-Холдинг».
С 1993 по 1997 годы являлся основателем, владельцем и президентом казахстанской холдинговой компании «Астана-Холдинг». Деятельность организации включала в себя различные направления от поставки зерна, сахара и других продуктов питания до банковской отрасли.
С июня 1997 года — президент национальной компании «KEGOC».
С апреля 1998 по октябрь 1999 года являлся министром энергетики, индустрии и торговли Казахстана в правительстве Нурлана Балгимбаева.
В октябре 1999 года ушёл в отставку, отметив, что методы управления режима Назарбаева делают невозможными проведение системных реформ.
В 1999 году Мухтару Аблязову предъявляют обвинение в хищении денежных средств, превышении должностных полномочий и создании преступной группировки.
Аблязов обвинялся руководством БТА Банка («БанкТуранАлем» ранее) в хищении 6 миллиардов долларов во время его работы на посту председателя совета директоров. В 2015 году французский суд в Лионе вынес постановление об экстрадиции в Россию.
В декабре 2016 года верховный административный суд Франции, Государственный совет, отменил постановление об экстрадиции на том основании, что у России были политические мотивы при подаче запроса об экстрадиции.
10 декабря 2016 Аблязов был освобождён из тюрьмы Флери-Мерожи и, предположительно остался в Париже.
В сентябре 2020 года получил статус политического беженца.
В январе 2022 года апелляционный суд Парижа прекратил уголовное преследование Аблязова по делу об отмывании денег и злоупотреблении доверием в связи с истечением срока давности.

## Демократический выбор Казахстана
В ноябре 2001 года Мухтар Аблязов и Галымжан Жакиянов, заявили о создании движения «Демократический выбор Казахстана». В числе учредителей среди прочих были:
- председатель совета директоров Темир-банка Мухтар Аблязов;
- аким Павлодарской области Галымжан Жакиянов;
- министр труда и социальной защиты Алихан Байменов;
- вице-премьер Ораз Джандосов;
- вице-министр обороны Жаннат Ертлесова;
- вице-министр финансов Кайрат Келимбетов;
- председатель правления Казкоммерцбанка Нуржан Субханбердин;
- депутаты парламента Толен Тохтасынов, Серикболсын Абдильдин, Зауреш Баталова, Булат Абилов;
- председатель Агентства Республики Казахстан по регулированию естественных монополий, защите конкуренции и поддержке малого бизнеса Берик Имашев.

В состав этого политического движения вошли члены действующего правительства Казахстана, руководители областей, депутаты парламента, ряд крупных бизнесменов, известные общественные деятели, журналисты и другие граждане страны. Члены политического движения были сняты с государственных должностей и подверглись уголовным преследованиям. В марте 2002 года Аблязов и Жакиянов были арестованы и помещены в тюрьму.
18 июля 2002 года суд, приговорил Аблязова к 6 годам заключения в исправительной колонии общего режима. Все самые известные международные правозащитные организации, такие как Human Rights Watch, Amnesty International и другие, осудили действия казахстанской власти и объявили Аблязова узником совести. Государственный департамент США отметил, что судебное дело в отношении Аблязова характеризовалось многочисленными процессуальными ошибками, недостаточной доказательной базой и несогласованностью свидетельских показаний, которые указывают на лежащую в основе политическую мотивацию. 13 февраля 2003 года Европейский парламент распространил специальную резолюцию в поддержку Аблязова.
Аблязов вышел на свободу в 2003 году, он был помилован в обмен на обещание не заниматься политикой после заступничества всей тогда ещё не разгромленной казахстанской оппозиции.
В апреле 2017 года на странице в Facebook объявил о воссоздании движения «Демократический выбор Казахстана».

## Обвинение в заказном убийстве (2017)
В июне 2017 года бизнесмен Муратхан Токмади был арестован по обвинению в вымогательстве в 2005 году, в октябре 2017 суд приговорил его к лишению свободы на три года за вымогательство и незаконное хранение оружия.
В октябре 2017 в эфире телеканала КТК, а затем и в суде Токмади заявил, что в 2004 году убил председателя правления АО «Банк ТуранАлем» Ержана Татишева, выполняя заказ Аблязова[5][6][7]. Токмади заявил, что Аблязов угрожал ему и его семье расправой в случае отказа стать исполнителем убийства. Жена Токмади заявила о пытках мужа[8]. В 2007 году Токмади был приговорён к одному году лишения свободы с освобождением от наказания по амнистии за неосторожное причинение смерти Татишеву во время охоты.
В марте 2018 года Токмади был приговорен к десяти с половиной годам тюрьмы по обвинению в предумышленном убийстве. Он получил срок как исполнитель убийства, а Аблязова назвали заказчиком преступления.
27 ноября 2018 года Мухтар Аблязов заочно приговорён к пожизненному заключению за организацию убийства.
27 февраля 2022 года Муратхан Токмади написал письмо президенту Казахстана с призывом пересмотреть дело. Он указал, что якобы следователи комитета национальной безопасности (КНБ) оказывали на него давление, вынуждая подписать соглашение о признании вины.

## Фонд Открытый Диалог (ФОД)
По данным расследований польских и молдавских государственных органов, Аблязов связан с Фондом Открытый Диалог (ФОД). В исследовании сказано что фонд помимо линии российских спецслужб (через ландроматы) спонсируется также из средств Аблязова, а основная цель фонда лоббирование интересов своих спонсоров под видом правозащитной деятельности. ФОД и её глава (Людмила Козловская) неоднократно попадали в международные скандалы, так в различные годы фонд критиковался со стороны польских и молдавских властей, а Козловскую и вовсе депортировали из Польши, указывая на её прокремлёвскую деятельность в гибридной войне.

## БТА Банк
В 1998 году на государственном тендере были выставлены акции ЗАО «БанкТуранАлем». Компания «Астана-Холдинг», предложив государству больше всех участников тендера (72 млн долларов), стала полноправным владельцем банка.
С 2001 года Аблязов занимает пост председателя совета директоров в компании ЗАО Kazakhstan Airlines и АО «Темирбанк».
В 2005 году становится президентом инвестиционно-промышленной группы «Евразия» и председателем совета директоров АО «БанкТуранАлем».
Весной 2008 года банк провёл ребрендинг, в результате которого были изменены название, логотип и фирменный стиль банка. Банк был переименован в БТА Банк.
При Мухтаре Аблязове БТА Банк стал крупнейшим банком в Казахстане, крупнейшим частным банком в СНГ, выиграл множество международных наград и признавался лучшим банком в СНГ и восточной Европе.
На фоне затянувшегося мирового финансового кризиса 2007—2010 годов у БТА Банка образовалось задолженность, правительство Казахстана национализировала банк и провела реструктуризацию, а Аблязов был отстранён от должности главы банка постановлением правительства Республики Казахстан по обвинению в злоупотреблениях и махинациях.

## Личная жизнь
Мухтар Аблязов женат, имеет четверых детей (Мадина, Мадияр, Алуа и Алдияр).
Жена — Алма Шалабаева (род. 15 августа 1966 года), окончила Казахский национальный университет имени Аль-Фараби (КАЗНУ) по специальности «Математика».
В 2018 году в сеть попала видеозапись интимного содержания снятая с камеры скрытого наблюдения, на которой запечатлены два человека похожих на Мухтара Аблязова и Людмилу Козловскую из подконтрольного Аблязову фонда «Открытый диалог». Сам Аблязов опроверг своё участие в этом видео, в то время как часть казахстанской общественности усомнились в правдивости его слов.

## Фильмография
- «КазМунайДиаз» (2017)
- «Драгоценности Семьи Назарбаева» (2018)
- «Токаев — он просто мебель!» (2019)

### Комментарии
1. ↑  С 2018 года — Туркестанская область (Түркістан облысы).